# Vera Wang
Pour les articles homonymes, voir Wang (patronyme).
Vera Wang (chinois : 王薇薇 ; pinyin : Wáng Wēiwei), née le 27 juin 1949 à New York, est une styliste américaine d'origine chinoise, connue, entre autres, pour ses collections de robes de mariées.

## Biographie

### Enfance et études
Vera Ellen Wang est née et a grandi à New York. Ses parents sont nés en Chine et sont venus aux États-Unis au milieu des années 1940. Sa mère, Florence Wu, a travaillé comme traductrice pour l'ONU, alors que son père, Cheng Ching Wang, était propriétaire d'une entreprise médicale. Elle a un frère plus jeune, Kenneth.
Elle est diplômée de l'École Chapin en 1967, a suivi des cours à la Sorbonne (Paris) et a obtenu un diplôme en histoire de l'art du Sarah Lawrence College. Elle commence le patinage artistique à l'âge de huit ans. Au lycée, elle a été la partenaire de James Stuart et a participé aux championnats des États-Unis de patinage artistique en 1968. Elle a été présentée dans la rubrique de Sports Illustrated « Faces in the Crowd » le 9 janvier 1968. Après avoir échoué à intégrer l'équipe américaine olympique, elle se tourne vers l'industrie de la mode. Elle continue cependant à faire du patinage.

### Carrière sportive
Jeune fille, Vera Wang étudie le patinage artistique et participe à des compétitions de haut niveau tout au long de son adolescence. En 1968 et 1969, elle et son partenaire, James Stuart, sont classés cinquièmes dans la compétition de patinage artistique en couple junior aux Championnats des États-Unis.

### Carrière dans la mode
Après avoir obtenu son diplôme, en 1971, Vera Wang met de côté sa carrière de patineuse et commence à travailler pour le magazine Vogue. En moins d'un an, à seulement l'âge de vingt-trois ans, Wang est promue au poste de rédactrice de mode, titre qu'elle garde quinze ans. Elle découvrira entre autres le tout jeune Michael Kors, alors inconnu. En 1987, elle quitte Vogue pour prendre le poste de directrice de la conception pour les accessoires, chez Ralph Lauren. 

#### La spécialisation dans les robes de mariées
En 1989, Vera Wang épouse Arthur Becker. Frustrée par le peu de choix de robes de mariées, elle esquisse sa propre robe et la commande à une couturière de la réaliser, pour le prix de 10 000 $. L'année suivante, avec un certain soutien financier de son père, elle ouvre sa propre boutique de robes de mariées dans le luxueux hôtel Carlyle, sur Madison Avenue, à New York. Elle effectue beaucoup de restauration d'anciennes robes de gens parfois célèbres. Ce domaine d'activité devient sa marque de fabrique.

## Apparitions télé
- 2007-2008 : Ugly Betty, saison 2, épisode 7 : elle-même[3]
- 2011-2012 : Gossip Girl, saison 5, épisode 11 : elle-même[4]
- 2004: La fille du président

## Distinctions
Elle est membre du Conseil des créateurs de mode américains, qui en 2005, lui remet le prix du meilleur vêtement féminin.
En 2023, elle reçoit l'hommage du conseil d'administration lors des CFDA Fashion Awards 2023 pour son impact sur la mode nuptiale.